# Micadina
A Micadina a rovarok (Insecta) osztályának a botsáskák (Phasmatodea) rendjéhez, ezen belül a Diapheromeridae családjához és a Necrosciinae alcsaládjához tartozó nem.

## Rendszerezés
A nembe az alábbi fajok tartoznak:
- Micadina bilobata
- Micadina brachyptera
- Micadina brevioperculina
- Micadina conifera
- Micadina difficilis
- Micadina fagi
- Micadina fujianensis
- Micadina involuta
- Micadina phluctainoides
- Micadina sonani
- Micadina zhejiangensis
- Micadina yasumatsui
- Micadina yingdensis